# لاري دونالد
لاري دونالد (بالإنجليزية: Larry Donald)‏ (مواليد 6 يناير 1967) هو ملاكم أمريكي، مثّل بلاده في الألعاب الأولمبية الصيفية 1992.

## روابط خارجية
لاري دونالد على موقع بوكس ريك (الإنجليزية) (registration required)
- لاري دونالد على موقع أوليمبيديا (الإنجليزية)